# Nova Esperança do Sul
Nova Esperança do Sul là một đô thị thuộc bang Rio Grande do Sul, Brasil. Đô thị này có diện tích 191,394 km², dân số năm 2007 là 4775 người, mật độ 24,95 người/km².